# Sarah Connor
Sarah Jeanette Connor é uma personagem fictícia da série de filmes Terminator e da série de TV chamada Terminator: The Sarah Connor Chronicles.
No cinema, Sarah é interpretada por Linda Hamilton e Emilia Clarke ,já na série de televisão, Lena Headey a interpreta.
Sarah é mãe de John Connor, que no futuro será o líder da resistência humana na guerra contra as máquinas.

## História

### The Terminator
Sarah, aos seus 19 anos, é estudante e trabalha como garçonete, quando é salva pelo soldado do futuro Kyle Reese de um dos cyborgs, Terminator 101. O soldado explica que veio do futuro para salvá-la, pois no futuro essas máquinas dominarão o mundo, e Sarah será mãe do homem que lidera  a Resistência Humana. Essas máquinas, originadas do projeto Skynet, mandaram também do futuro um de seus modelos, para aniquilá-la, impedindo a existência de seu filho, John Connor.
Durante o pouco tempo em que Sarah foge junto de Kyle, se apaixona pelo soldado, sem saber que este a admirava no futuro. Os dois acabam tendo uma noite juntos, e Sarah fica grávida de John. Porém, Kyle Reese morre num combate contra o Terminator 101, e Sarah vinga-o destruindo a máquina. A morte de Kyle abala Sarah, mas a inspira a ter a responsabilidade e determinação que deve ter, protegendo seu filho.

### Terminator 2: Judgment Day
Após 11 anos dos acontecimentos do filme anterior, Sarah, por alegar lutas contra robôs malignos do futuro, acaba sendo tratada como louca em um manicômio judiciário, e se vê separada de seu filho John, que está com um casal adotivo.
Nesses anos que se passaram, ela treinou habilidades e técnicas inimagináveis para quem há pouco foi uma simples estudante. Se tornou mais musculosa e até agressiva, e, no manicômio, foi acusada de atacar funcionários e tentar escapar múltiplas vezes.
Dois ciborgues, um deles com capacidade de se transformarem em metal líquido, vêm do futuro desta vez. O T-1000 vem para matar seu filho, e o T-800 (reprogramado pela Tech-Com) vem para ajudar John e sua mãe. Sarah escapa do hospício e encontra com o T-800, mas não acredita na máquina, por ser do mesmo modelo que tentou matá-la anteriormente.
O T-800 salva os dois da outra máquina, mas Sarah ainda não consegue confiar no ciborgue, que foi aceito por John quase como um pai. Sarah, num momento de desespero, tenta matar o pesquisador Miles Dyson, possível criador do futuro Skynet, mas se arrepende, e com a ajuda do T-800 e de seu filho, convence o pesquisador de que deve destruir toda sua pesquisa e trabalho realizados. Miles faz o que lhe foi pedido, mas acaba morto, e Sarah é acusada de seu assassinato. O Terminator 800 decide se destruir, com a ajuda de Sarah e os protestos do jovem John. É nessa altura que Sarah Connor adquire respeito pela máquina, consolando o filho enquanto eles vêem a máquina se auto-destruir.

### Terminator 3: Rise of the Machines
No contexto deste filme, Sarah já está morta há 7 anos. Morreu em 1997 por leucemia, e suas cinzas foram lançadas ao mar. John sai de casa após a morte de sua mãe e não fica sabendo nada sobre as cinzas ou o suposto local do seu túmulo até a revelação do local ser feita mais tarde pelo Exterminador. Nesse momento ele tem conhecimento que as cinzas de sua mãe foram jogas ao mar no México e que o túmulo era simbólico. Neste túmulo simbólico, amigos de Sarah enterram um conjunto de armas, sob uma lápide com o seguinte epitáfio:
| "No fate but what we make" |

Que pode ser interpretado como "Não há destino, mas sim o que fazemos".

### Terminator: The Sarah Connor Chronicles
A história se passa, em 1999, após os fatos do segundo filme, ignorando e contradizendo fatos do terceiro filme. É às vezes considerada como uma nova versão do "Terminator 3".
A série de televisão explora muito o relacionamento entre Sarah e John Connor, que vivem com identidades falsas e fugindo de um novo ciborgue, chamado Cromartie, mas com a ajuda de uma ciborgue enviada do futuro por John, chamada Cameron Phillips. No episódio piloto, Sarah e John vivem com o paramédico Charley Dixon, que desconhece o passado e futuro da mulher e do enteado. Temendo serem descobertos novamente, ela foge levando John para outra cidade, onde encontram Cameron e Cromartie. É revelado nesse episódio, após a viagem no tempo para 2007, realizada por Sarah, John, Cameron e Cromartie, que Sarah teria morrido de câncer em 2005. Por esse motivo, Cameron teve que trazê-los ao futuro, onde eles teriam uma vida menos perturbada.

## Ligações Externas
- Sarah Connor (em inglês) no IMDb